# Obereopsis laosensis
Obereopsis laosensis är en skalbaggsart som först beskrevs av Maurice Pic 1923.  Obereopsis laosensis ingår i släktet Obereopsis och familjen långhorningar.
Artens utbredningsområde är Laos. Inga underarter finns listade i Catalogue of Life.